# Герб Износковского района
Герб Износковского района Калужской области Российской Федерации является официальным символом муниципального района «Износковский район» Калужской области.
Герб утверждён Решением № 18 Износковского районного Совета Калужской области 27 мая 2010 год.
Герб подлежит внесению в Государственный геральдический регистр Российской Федерации.

## Описание герба
«В серебряном поле обременённая серебряным с золотой рукоятью мечом в пояс, поверх которого — перевязанный червлёной (красной) височной подвеской золотой сноп пшеницы в столб, сопровождаемыми в оконечности узким серебряным волнистым поясом, зелёная гора, из-за вершины которой возникает червлёное солнце (без изображения лица)».

## Символика герба
Герб отражает природные и производственные особенности района.
Самым легендарным и таинственным местом и визитной карточкой района является Шатринская гора — памятник природы ледникового периода.
Сноп, состоящий из одиннадцати колосьев, — древнейшая эмблема плодородия и земледелия, символизирует развитие сельскохозяйственного производства района, а количество колосьев символизирует административное деление Износковского района на 11 муниципальных образований, которые исторически сложились на его территории.
Сноп опоясан семилопастным височным кольцом — древним символом славян-вятичей, издревле проживающих на территории района.
Меч, находящийся за снопом, символизирует о готовности защищать Родину, как это делали наши предки в борьбе с монголо-татарами, польско-литовскими феодалами, наполеоновской армией и немецко-фашистскими захватчиками.
Восходящее солнце символизирует экономический и творческий рассвет самого молодого в Калужской области района.
Серебряная волнистая лента символизирует реку Ворю, олицетворяющую естественный природный рубеж, а также большое количество чистых рек и ручьев на территории Износковского района, который является одним из самых экологически благополучных в Калужской области.

## История герба
В 2003 году был разработан проект герба Износковского района следующего вида: «щит зелёного цвета разбит голубыми волнистыми линиями (реки района) на две части. Нижнюю обрамляет силуэт елового леса, в верхней — голова лося». По мнению авторов, герб должен символизировать заповедные места и охотничьи угодья Износковского района, территория которого частью расположена в национальном парке «Угра». 
Данный вариант герба не был утверждён.
27 мая 2010 года районный Совет муниципального образования «Износковский район» утвердил ныне существующий герб и Положение о нём.